# Damian de Veuster

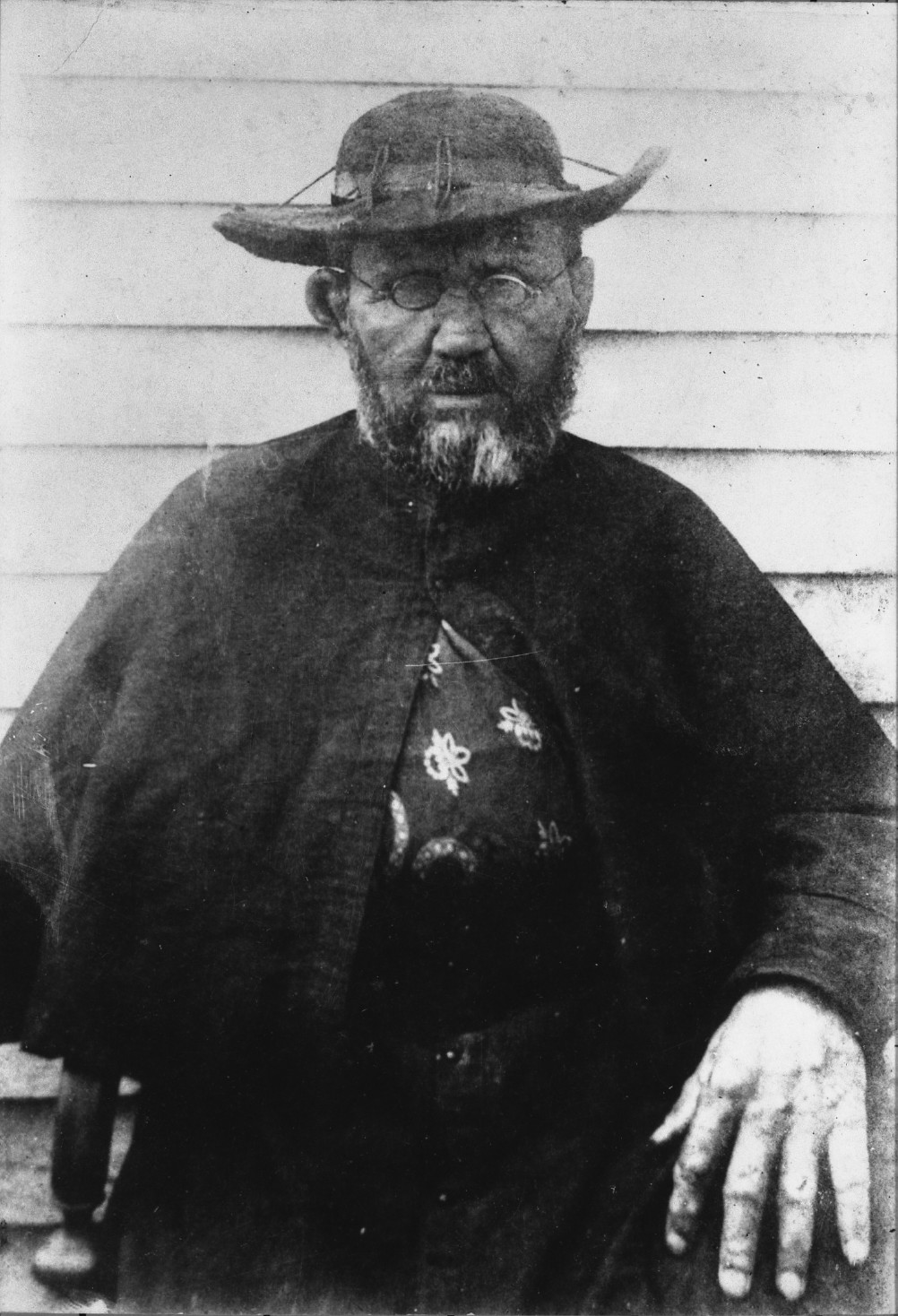
Damian de Veuster (1888)

Damian de Veuster (* 3. Januar 1840 als Jef de Veuster in Ninde, Belgien; † 15. April 1889 in Kalawao, Insel Molokaʻi, Hawaii, auch Damian von Molokai, englisch Damien, niederländisch Damiaan geschrieben, Taufname auch deutsch Joseph) war Ordenspriester der Arnsteiner Patres und ist ein Heiliger der katholischen Kirche. Sein Gedenktag in der Liturgie der katholischen Kirche ist der 10. Mai.

## Leben
Jef de Veuster wurde als siebtes Kind einer Bauernfamilie geboren. Nach Abschluss der Volksschule arbeitete er vier Jahre auf dem elterlichen Hof und wurde dann von seinem Vater auf eine Handelsschule geschickt. Er sehnte sich aber nach einem Leben in der kirchlichen Mission. Daher trat er 1860 in das belgische Mutterhaus der Kongregation von den Heiligsten Herzen Jesu und Mariens und der ewigen Anbetung des Allerheiligsten Altarsakramentes in Löwen ein und erhielt den Ordensnamen Damian. 1863 wurde er in die Mission auf die Sandwich-Inseln (den heutigen US-Bundesstaat Hawaii) entsandt. Dort empfing er schon zwei Monate später die Priesterweihe in der Kathedrale von Honolulu und wurde zunächst auf die Insel Hawaiʻi, nach Puna und Kohala, gesandt. Pater Damian war für seine gute Konstitution bekannt und erbaute eine Reihe von Kapellen mit eigenen Händen. Auf eigene Bitte hin ließ er sich 1873 auf die Insel Molokaʻi bringen, wo in einem schwer zugänglichen und durch hohe Klippen eingefassten Gebiet (Kalawao) etwa 600 Leprakranke von der Gesellschaft ausgestoßen und ohne jede medizinische Betreuung lebten. Durch sein Wirken unter den Kranken erlangte Pater Damian große Bekanntheit und Verehrung als „Apostel der Leprakranken“. Schließlich infizierte er sich mit der damals tödlichen Krankheit. 1885 wurde sie von Eduard Arning diagnostiziert, vier Jahre später starb Pater Damian. Seine sterblichen Überreste wurden 1936 auf der Mercator nach Belgien überführt und in der Krypta der Klosterkirche St. Antonius am Pater Damiaanplein in Löwen beigesetzt, die heute zu einer Stätte der Verehrung geworden ist. Das Pater Damiaancentrum, ein Dokumentations- und Begegnungszentrum, befindet sich ebenda (Sint-Antoniusberg 5).
Am 4. Juni 1995 wurde Pater Damian von Papst Johannes Paul II. selig- und am 11. Oktober 2009 von Benedikt XVI. im Petersdom heiliggesprochen.
Pater Damian ist der Schutzpatron der Leprakranken. Dieses Patronat wurde in den 1980ern von Aids-Selbsthilfeeinrichtungen inoffiziell übernommen, da Infizierte und Erkrankte teilweise ebenso wie Aussätzige behandelt wurden. Mehrere Damien Centers und Damien Ministries weltweit widmen sich der Betreuung HIV-positiver und an Aids erkrankter Menschen. In der episkopalen Kirche St. Thomas the Apostle in Hollywood ist ihm die einzige dem Andenken an den Folgen von Aids verstorbenen Menschen gewidmete Kapelle geweiht.

## Gedenken

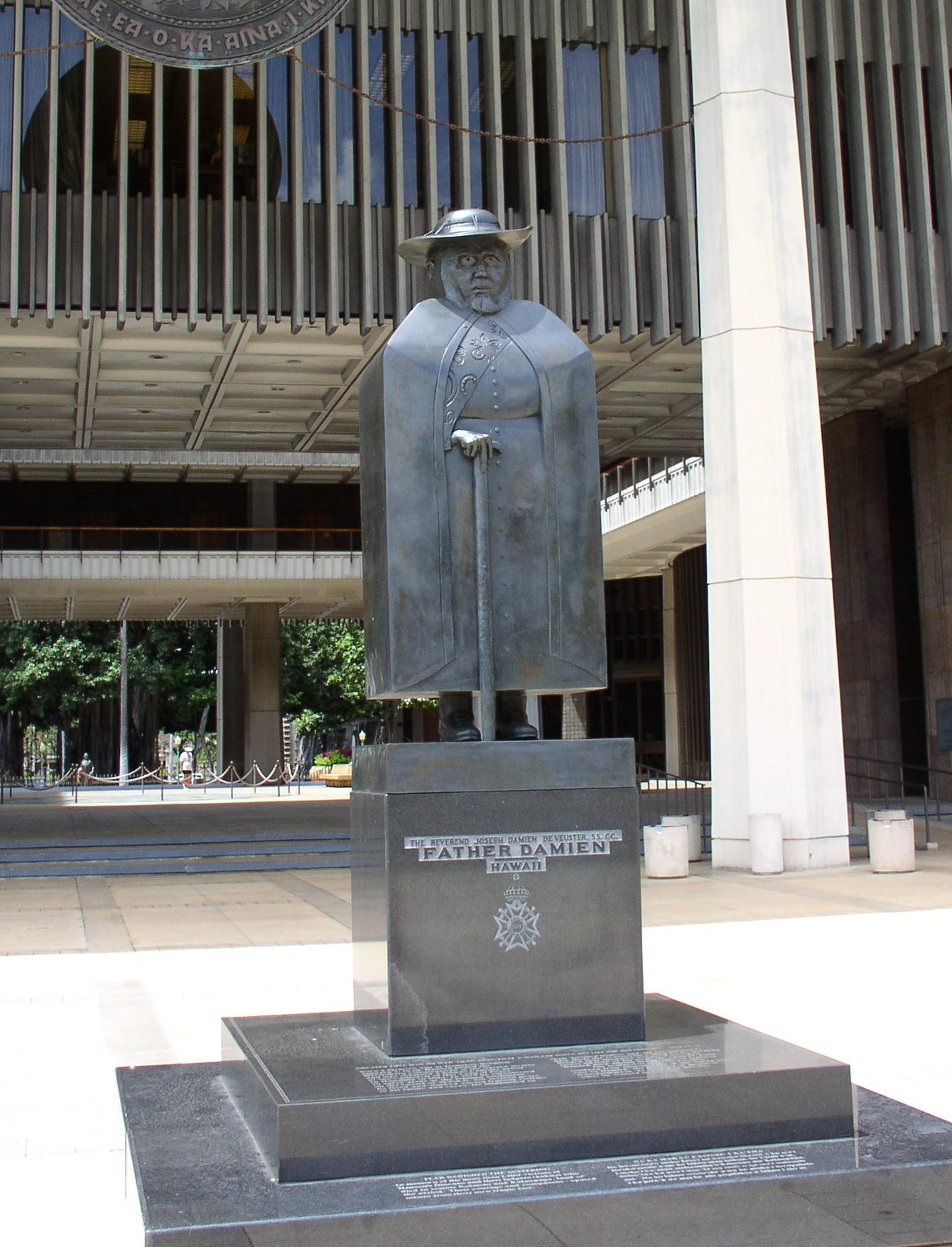
Von Marisol Escobar gestaltete Statue für Damian de Veuster beim Hawaii State Capitol in Honolulu

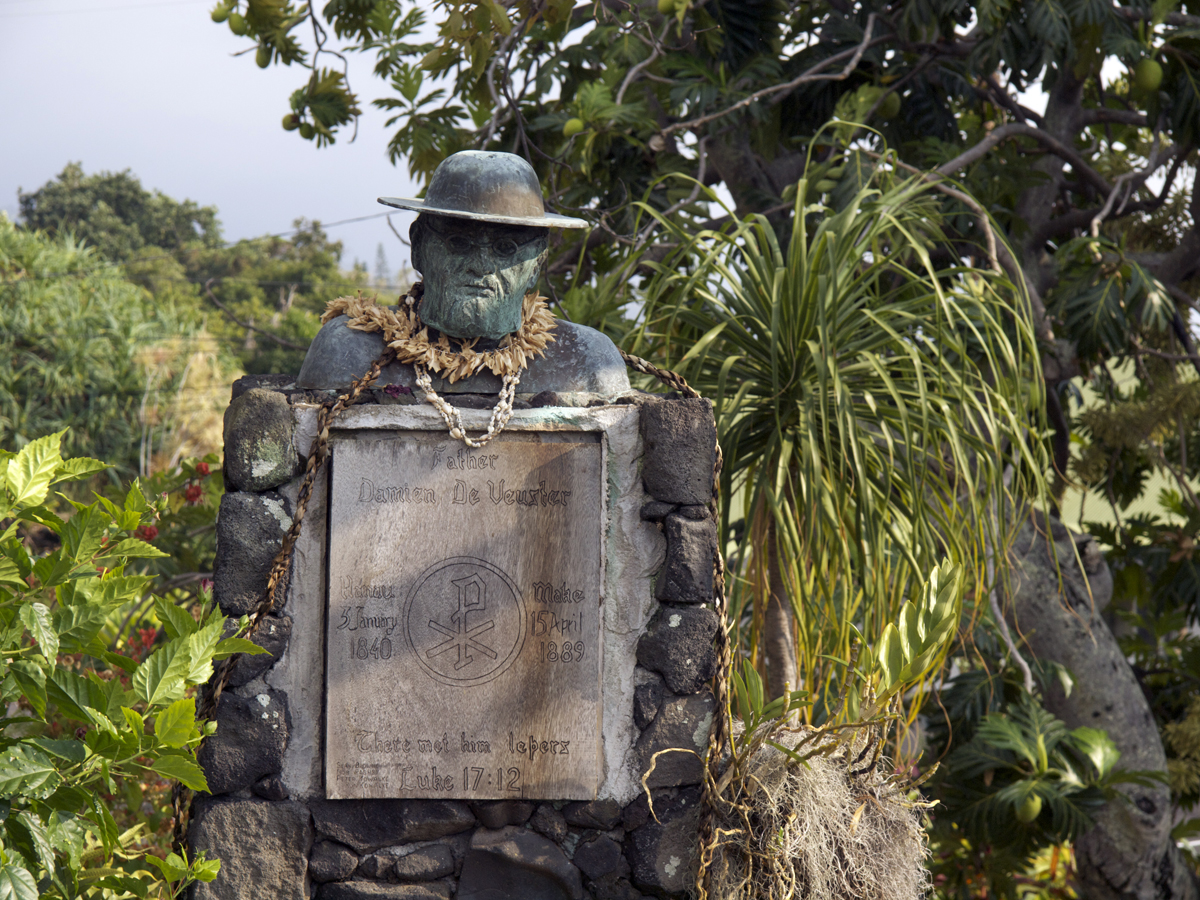
Denkmal an der St. Benedict’s Catholic Church in Hōnaunau

1938 wurde mit The Great Heart ein US-amerikanischer Kurzfilm gedreht, der das Wirken von Pater Damian nacherzählt. Der Film gewann 1939 einen Oscar als bester Kurzfilm. Im Jahr 1959 entstand der spanische Spielfilm Molokai, la isla maldita (Regie: Luis Lucia) mit Javier Escrivá in der Hauptrolle und gewann ebenfalls mehrere Preise. Ebenfalls mehrfach ausgezeichnet wurde der Film Molokai: The Story of Father Damien, der im Jahr 1999 unter der Regie von Paul Cox mit David Wenham in der Hauptrolle entstand.
Die „Fondation Damien“ besteht seit 1964. Diese belgische Organisation bekämpft Lepra und Tuberkulose in 16 Ländern Afrikas, Asiens und Lateinamerikas. Außerdem finanziert sie die wissenschaftliche Erforschung dieser Krankheiten. Mehr als die Hälfte des Finanzaufwandes werden durch Spenden der belgischen Bevölkerung getragen. Hierzu organisiert die Stiftung alljährlich am letzten Januar-Wochenende eine Spendenkampagne.
In Belgien erschien am 25. Januar 1964 eine Briefmarkensonderausgabe mit dem Porträt des hl. Damian de Veuster zum Kampf gegen den Aussatz. Sowohl auf Hawaii als auch in Belgien erinnern zahlreiche Denkmale an Damian de Veuster.
Am 12. Dezember 1989 wurde der Asteroid (4226) Damiaan nach ihm benannt.
Am 1. Dezember 2005 wurde Pater Damian von einem breiten Publikum in Flandern zum größten Belgier aller Zeiten gewählt.
Zur Heiligsprechung am 11. Oktober 2009 gab Belgien eine Gedenkmünze zu 20 Euro mit Pater Damians Bildnis heraus.